# Герберт фон Бісмарк
Генріх Фердинанд Герберт фон Бісмарк (28 грудня 1849 — 18 вересня 1904) — німецький державний і політичний діяч, Статс-секретар імперського відомства закордонних справ (1886—1890).

## Біографія
Старший син рейхсканцлера Отто фон Бісмарка. Хресний син прусського судді, політика, публіциста та письменника Ернста Людвіга фон Герлаха.
У кампанію 1870-1871 років служив у драгунах і поранений під Марс-ля-Туром і нагороджений Залізним хрестом 2-го ступеня. 
У 1873 році він приєднався до Міністерства закордонних справ, де спочатку працював в основному особистим секретарем свого батька. У 1882 році він був послом у Лондоні, а в 1884 році в Санкт-Петербурзі та Гаазі.
У 1881 році увагу громадськості привернув роман Герберта фон Бісмарка із заміжньою княгинею Елізабет цу Каролат-Бейтен. Батько Герберта всіляко чинив опір офіційному оформленню відносин між закоханими, погрожував синові позбавленням спадщини і навіть самогубством і домігся розриву між закоханими.
У 1885 році став помічником статс-секретаря із закордонних справ, 18 травня 1886 року статс-секретарем, а у квітні 1888 року міністром закордонних справ. У деяких випадках графові Герберту доводилося заміщати свого батька князя Бісмарка. Він мав хороші перспективи стати наступником свого батька на посаді канцлера. З відставкою князя та його син залишив державну службу.
З 1893 був депутатом рейхстагу, де не належав до жодної партії («дикий»), але захищав консервативно-аграрну політику та боротьбу з Капріві. У 1898 році успадкував князівський титул (але не титул герцога Лауенбурзького, який був наданий особисто князю Бісмарку).
Герберт фон Бісмарк помер у віці 54 років від хвороби печінки, спричиненої алкоголізмом.

## Сім'я

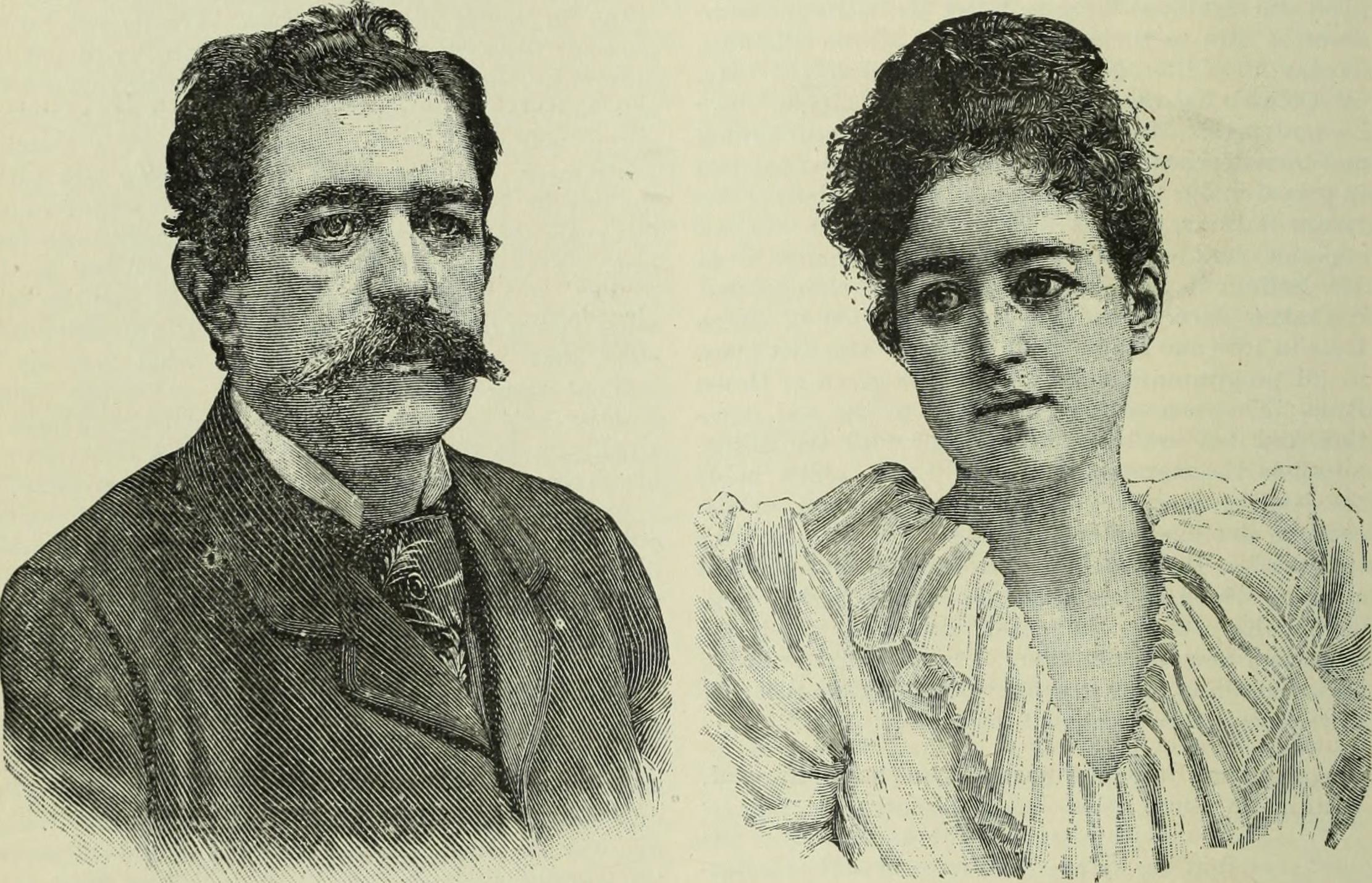
Герберт фон Бісмарк з дружиною Маргаритою

Одружився на Маргариті Мальвіні, графині фон Хойос (1871–1945), дочці Георга Антона Графа фон Хойоса та Аліси Вайтгед, дочці винахідника торпеди Роберта Вайтгеда, у шлюбі народилося 5 дітей:

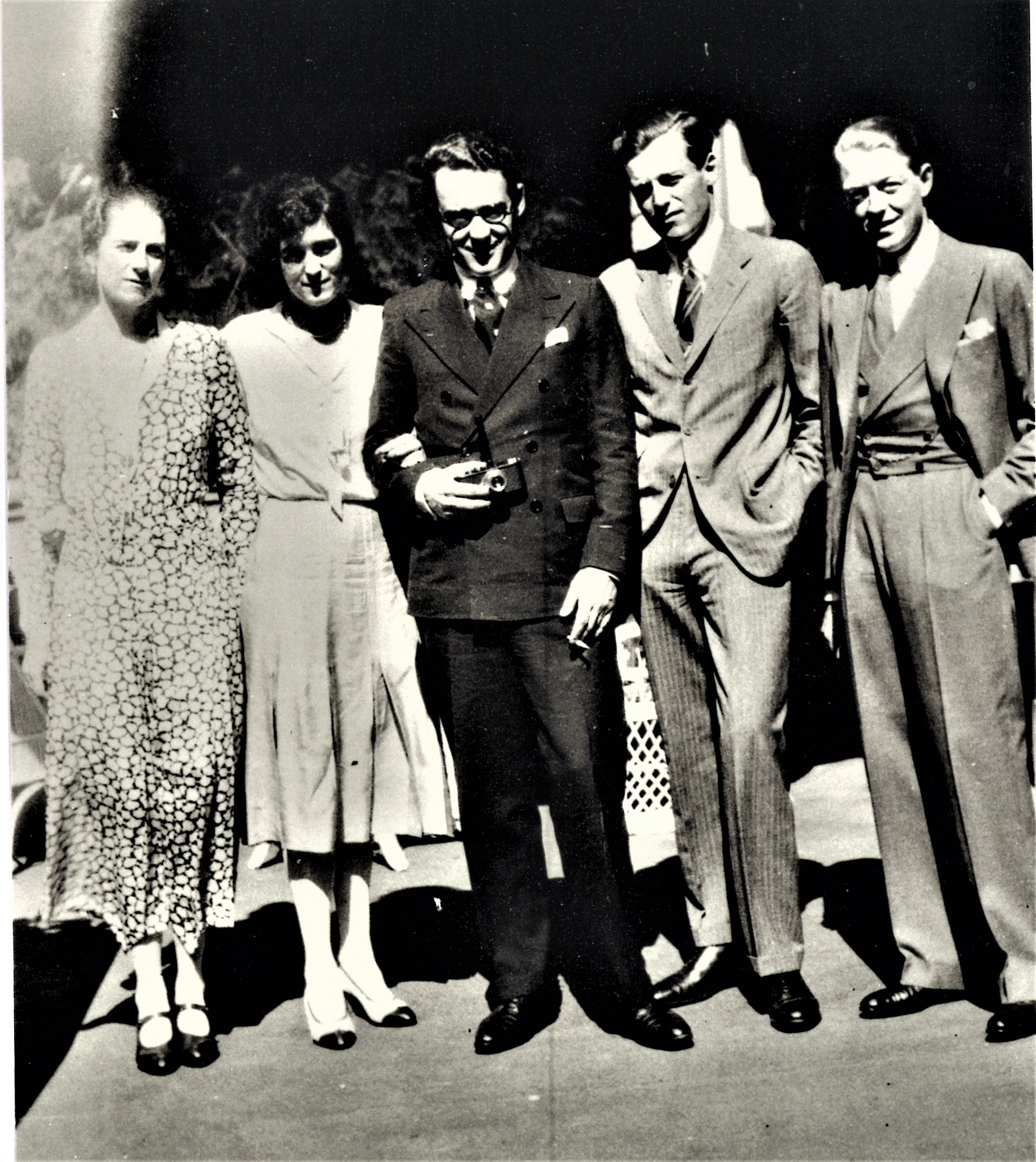
Марія Ґедела, Ханна фон Бредоу, Отто, Готфрід і Альбрехт в 1941 році р.

- Ханна фон Бредоу (1893–1971), одружена з Леопольдом Вальдемаром фон Бредоу (1875-1933), 5 дочок та 3 сини;
- Марія Ґедела, графиня Бісмарк-Шенгаузен (1896–1981), одружена з Германом фон Кайзерлінгом (1880–1946), 2 дітей;
- Отто фон Бісмарк молодший (1897–1975), одружений з Анн-Марі Тенгбом (1907–1999), 6 дітей;
- Ґоттфрід фон Бісмарк-Шенгаузен (1901–1949), одружений з графиною Мелані Хойос (1916–1949), 3 дітей;
- Альбрехт Едзард «Едді» Генріх Карл фон Бісмарк-Шенхаузен (1903–1970), одружений з Моне Тревіс Стрейдер (1897–1983), бездітний.

## Нагороди[5]

### Німецька імперія

#### Прусське королівство
- Залізний хрест 2-го класу[6]
- Орден Корони (Пруссія) 3-го класу (5 грудня 1878)[7]
- Орден Червоного орла
  - 2-го класу з дубовим листям (1 квітня 1885)[7]
  - 1-го класу
- Королівський орден дому Гогенцоллернів, великий командорський хрест
- Столітня медаль

#### Баварське королівство[8][9]
- Орден Святого Михайла (Баварія), великий хрест (1886)
- Орден «За заслуги» Баварської корони, великий хрест (1888)

#### Вюртемберзьке королівство[10][11]
- Орден Фрідріха (Вюртемберг), великий хрест (1887)
- Орден Вюртемберзької корони, великий хрест (1888)

Інші країни
- Орден Філіппа Великодушного, великий хрест (Велике герцогство Гессенське; 28 березня 1886)[12]
- Орден Церінгенського лева, великий хрест (Велике герцогство Баденське; 1887)[13]
- Орден Альберта (Саксонія), великий хрест із зіркою в сріблі (1887)[14]
- Орден Генріха Лева, великий хрест (Брауншвейзьке герцогство; 1889)[15]
- Орден дому Саксен-Ернестіне, великий хрест
- Орден Заслуг герцога Петра-Фрідріха-Людвіга, почесний великий хрест (Велике герцогство Ольденбурзьке)
- Орден «За заслуги» (Вальдек) 1-го класу

### Австро-Угорщина[16]
- Орден Франца Йосифа, командорський хрест із зіркою (1878)
- Орден Залізної Корони 1-го класу (1884)
- Орден Леопольда (Австрія), великий хрест з діамантами
  - орден (1888)
  - діаманти (1889)

### Італійське королівство
- Орден Святих Маврикія та Лазаря, великий хрест
- Орден Корони Італії, командорський хрест

### Каджарський Іран
- Орден Портрету Володаря
- Орден Лева і Сонця 1-го ступеня з діамантами

### Османська імперія
- Орден «Османіє» 1-го класу з діамантами
- Орден Меджида 1-го класу

### Російська імперія
- Орден Святого Олександра Невського з діамантами
- Орден Святої Анни 2-го ступеня з діамантами і мечами

### Інші країни
- Орден Карлоса III, великий хрест (Іспанія; 16 липня 1885)[17]
- Орден Полярної зірки, великий хрест з діамантами (Шведсько-норвезька унія; 13 червня 1888)[18]
- Орден Данеброг, великий хрест з діамантами (Данія; 30 липня 1888)[19]
- Орден Леопольда I, великий хрест (Бельгія)
- Орден Почесного легіону, офіцерський хрест (Друга французька імперія)
- Орден Спасителя, великий хрест (Грецьке королівство)
- Орден Вранішнього Сонця 1-го класу (Японська імперія)
- Орден Нідерландського лева, великий хрест
- Орден Непорочного зачаття Діви Марії Віла-Вісозької, великий хрест (Португальське королівство)
- Орден Подвійного дракона 1-го класу 3-го ступеня (Династія Цін)
- Орден Зірки Румунії, великий хрест
- Орден Корони Сіаму, великий хрест